# Karim Rossi
Karim Rossi (Zürich, 1 de mayo de 1994) es un futbolista suizo. Juega como delantero y desde 2025 se encuentra en el Shamakhi F. K. de la Liga Premier de Azerbaiyán.

## Clubes
| Club                          | País         | Año       |
| ----------------------------- | ------------ | --------- |
| S. V. Zulte Waregem (cedido)  | Bélgica      | 2015      |
| Spezia Calcio                 | Italia       | 2015-2016 |
| F. C. Lugano                  | Suiza        | 2016-2017 |
| F. C. Schaffhausen (cedido)   | Suiza        | 2016      |
| S. C. Cambuur                 | Países Bajos | 2017-2019 |
| S. C. Telstar                 | Países Bajos | 2019      |
| F. C. Chiasso                 | Suiza        | 2019-2020 |
| A. F. C. Eskilstuna           | Suecia       | 2020-2021 |
| F. C. Tsarsko Selo            | Bulgaria     | 2021      |
| Racing F. C. Union Luxemburgo | Luxemburgo   | 2021-2022 |
| Dewa United F. C.             | Indonesia    | 2022-2023 |
| Karmiotissa F. C.             | Chipre       | 2023-2024 |
| Persis Solo                   | Indonesia    | 2024-2025 |
| F. C. Schaffhausen            | Suiza        | 2025      |
| Shamakhi F. K.                | Azerbaiyán   | 2025-     |

## Palmarés

### Títulos nacionales
| Título             | Club                          | País       | Año  |
| ------------------ | ----------------------------- | ---------- | ---- |
| Copa de Luxemburgo | Racing F. C. Union Luxemburgo | Luxemburgo | 2022 |